# Mahmut Atalay
Mahmut Atalay, né le 30 mars 1934 à Çorak et mort le 4 décembre 2004, est un lutteur et entraîneur turc, spécialiste de la lutte libre. Il participe aux Jeux olympiques de 1964, se classant quatrième, ainsi qu'à ceux de 1968 à Mexico, où il est couronné dans la catégorie des moins de 78 kg.  

## Biographie
Atalay commence à lutter dans le style appelé Karakucak, l'un des deux styles traditionnels turcs, avant de passer à la lutte libre. Il remporte le titre national en 1959 et rejoint l'équipe turque, au sein de laquelle il bénéficie des conseils de lutteurs de renom tels que Yaşar Doğu, Celal Atik et Nasuh Akar. Outre son titre olympique, obtenu face au Français Daniel Robin, il décroche quinze titres nationaux. En 1968, la Fédération internationale de lutte lui remet le prix du "Lutteur le plus technique du monde". Il prend sa retraite sportive la même année mais poursuit sa carrière en qualité d'entraîneur national pendant 16 ans ,.
Il succombe en 2004 des suites d'une crise cardiaque.